# Агеев, Гений Евгеньевич
Ге́ний Евге́ньевич Аге́ев (30 октября 1929, Усть-Уда, СССР — 11 января 1994, Москва, Россия) — советский государственный и политический деятель, генерал-полковник (18 декабря 1986), заместитель председателя КГБ СССР (1983—1990), Первый заместитель председателя КГБ СССР (8 августа 1990 — 28 августа 1991). В 1990—1993 — народный депутат РСФСР.

## Биография
Родился в семье колхозника. Окончил Иркутский горно-металлургический институт (1952). Член КПСС с мая 1952.
В 1952—1955 — на различных должностях в Иркутском обкоме ВЛКСМ.
В 1955—1961 — заместитель секретаря парткома строительства Братской ГЭС.
В 1961—1963 — 1-й секретарь Кировского райкома КПСС, в 1963—1965 — 2-й секретарь Иркутского горкома КПСС.
в 1965—1967 — заместитель начальника, в 1967—1973 — начальник УКГБ по Иркутской области.
В 1973—1974 — начальник управления кадров КГБ (сменил его Лежепеков, Василий Яковлевич), в 1974—1981 — секретарь парткома центрального аппарата КГБ, в 1981—1983 — начальник 4-го (транспортного) управления КГБ, в 1983—1985 — начальник управления кадров КГБ.
С 5 декабря 1985 по 8 августа 1990 — заместитель председателя КГБ СССР. С 8 августа 1990 по 28 августа 1991 — 1-й заместитель председателя КГБ СССР.
Во время ГКЧП непосредственно руководил мероприятиями по изоляции Президента СССР М. С. Горбачёва в Форосе. После провала путча Верховный Совет дал согласие на арест Г. Е. Агеева, но он заболел и лёг в госпиталь. Уволен из КГБ за активную поддержку ГКЧП. На суде по делу ГКЧП заявил, что не было принято решение о штурме Верховного Совета РСФСР.
Кандидат в члены ЦК КПСС (1986—1990).
В марте 1990 года избран народным депутатом РСФСР от Кабардино-Балкарской АССР.
Несмотря на проведённую операцию по аортокоронарному шунтированию сердца в январе 1994 скончался.
Похоронен на Троекуровском кладбище в Москве (участок № 3).
Дочери: Елена Клименкова (род. 1954) и Ольга Агеева (род. 1956), доктор исторических наук (2007).

## Награды
- Орден Октябрьской Революции
- 2 ордена Трудового Красного Знамени
- Орден «Знак Почёта»
- Медаль «В ознаменование 100-летия со дня рождения Владимира Ильича Ленина»
- Медаль «За отличие в охране государственной границы СССР»
- Юбилейная медаль «Двадцать лет Победы в Великой Отечественной войне 1941—1945 гг.»
- Медаль «Ветеран Вооружённых Сил СССР»
- Медаль «За укрепление боевого содружества» (СССР)
- Юбилейная медаль «50 лет Вооружённых Сил СССР»
- Юбилейная медаль «60 лет Вооружённых Сил СССР»
- Юбилейная медаль «70 лет Вооружённых Сил СССР»
- Медаль «За безупречную службу» I степени
- Медаль «За безупречную службу» II степени
- Медаль «За безупречную службу» III степени
- Зарубежные награды

## Звание
- Подполковник (1965)
- Полковник (1967)
- Генерал-майор (17.12.1973)
- Генерал-лейтенант (14.12.1979)
- Генерал-полковник (18.12.1986)